# Yasemin Horasan
Yasemin Horasan, née le 1er août 1983 à Istanbul, en Turquie, est une joueuse turque de basket-ball. Elle évolue au poste de pivot.

## Biographie
Avec Fenerbahçe SK, elle atteint la finale de l'Euroligue perdue 82 à 56 contre UMMC Iekaterinbourg, dans une rencontre où elle rentre pas sur le terrain.

## Palmarès
- Finaliste du Championnat d'Europe de basket-ball féminin 2011
- Vainqueur de l'Eurocoupe féminine de basket-ball 2009
- Vainqueur de la Turkish Presidents Cup 2009
- Vainqueur de la coupe de Turquie 2010
- Championne de Turquie 2005 et 2013[3]
- Finaliste de l'Euroligue[2]